# Zmyślona Ligocka
Zmyślona Ligocka es un pueblo en el municipio de Kobyla Góra, comprendido en el distrito de Ostrzeszów, voivodato de Gran Polonia, en el centro oeste de Polonia. Se encuentra aproximadamente a 7 kilómetros al oeste de Kobyla Góra, Voivodato de Gran Polonia, a 18 kilómetros al oeste de Ostrzeszów, y a 125 kilómetros al sureste de la capital regional Poznań.